# Lakekun Barat
Lakekun Barat is een bestuurslaag in het regentschap Belu van de provincie Oost-Nusa Tenggara, Indonesië. Lakekun Barat telt 2499 inwoners (volkstelling 2010).